# Leben und Weben
Leben und Weben ist ein Dokumentarfilm des DEFA-Studios für Dokumentarfilme von Volker Koepp aus dem Jahr 1981.

## Handlung
Es ist Februar 1981, das Filmteam ist wieder im Obertrikotagenbetrieb (OTB) Wittstock/Dosse und Edith erzählt, wie die letzten Jahre verlaufen sind. Während des letzten Besuchs 1979 ist sie bereits als Meisterin tätig und Ende desselben Jahres wird sie als Obermeisterin eingesetzt. Privat hat sie sich in der Zwischenzeit verlobt und in diesem Jahr will sie noch heiraten und dann eventuell in Wittstock eine Wohnung beziehen, auch ein Studium hat sie geplant. Viele ehemalige Kolleginnen von Edith haben den Betrieb bereits wieder verlassen, eine Stammbelegschaft bildet sich nur langsam. Trotz großer Fluktuation erfüllt der Betrieb seinen Plan.
Im Lehrlingswohnheim des Betriebes werden viele Lehrlinge befragt, weshalb sie überhaupt den Beruf eines Textilfacharbeiters im OTB lernen. Die Antworten der Mädchen sind vielfältig, jedoch ist keine dabei, die erkennen lässt, dass es sich um den Wunsch handelt, diesen Beruf zu erlernen. Ein Mädchen lernt hier, weil sie anschließend Modegestaltung studieren will, ein anderes, weil es hier eine Berufsausbildung mit Abitur machen kann und wieder andere sind hier gelandet, weil der Betrieb einfach in der Nähe liegt. Der Jugendvertrauensmann, der in diesem Fall eine Frau ist, gibt die Meinung vieler Mädchen wieder, dass sie hier lernen, weil die Lehrzeit nur eineinhalb Jahre beträgt, dann haben sie einen Berufsabschluss und gehen anschließend als Verkäuferin oder Kellnerin arbeiten.
Zum Abschluss eines Lehrjahres kommen in einer Versammlung die nüchternen Zahlen auf den Tisch. Von 159 ausgegebenen Arbeitsverträgen wurden 112 unterschrieben und 47 Mädchen haben es abgelehnt, nach der Lehre weiter im Betrieb zu arbeiten. Die bisher im Wohnheim wohnenden, die den Betrieb verlassen werden, können sich sofort ihre Laufzettel abholen, die anderen wollen einen Platz im Ledigenheim erhalten. Die Vorschriften sind dort die gleichen, wie im Lehrlingswohnheim, fest steht jedoch, dass die Belegung mit zwei Mädchen die Ausnahme sein wird. Drei von den dagebliebenen haben sich mehr in ihr Schicksal gefügt, als mit Freude den Beruf auszuüben. Ihre Freizeitgestaltung hat sich zu den Vorgängerinnen der vergangenen Jahre auch nicht geändert, sogar der schlechte Ruf der Mädchen aus dem OTB ist geblieben.

## Produktion und Veröffentlichung
Leben und Weben mit dem in Klammern gesetzten Untertitel (Wittstock IV) wurde unter den Arbeitstiteln Lebensweise und Wittstock IV von der Künstlerischen Arbeitsgruppe „document“ als Schwarzweißfilm gedreht.
Seine Premiere erlebte der Film auf dem 4. Nationalen Festival Dokumentar- und Kurzfilm der DDR in Kino und Fernsehen in Neubrandenburg Mitte Oktober 1981. Der normale Anlauf in den Kinos erfolgte am 18. Dezember 1981.
Die Dramaturgie lag in den Händen von Annerose Richter.
Dieser Film ist der vierte Teil einer, ursprünglich nicht als solchen geplanten, siebenteiligen Langzeitdokumentation.

## Kritik
Uwe-Eckart Böttger schrieb in dem Bericht über seine Eindrücke vom 4. Nationalen Festival Dokumentar- und Kurzfilm der DDR in Kino und Fernsehen in Neubrandenburg in der Neuen Zeit

„… versucht auch Volker Koepp protokollartig die Lebensweise von Arbeiterinnen nachzuzeichnen. Sein Film ‚Leben und Weben‘ zählt ohne Zweifel zu den gelungensten Produktionen des Festivals. Über das Porträt junger Textilarbeiterinnen aus Wittstock hinaus geht Koepp der Frage nach, warum die Fluktuation unter den Betriebsangehörigen überdurchschnittlich hoch ist. Und er läßt die Frauen selbst Möglichkeiten andeuten, wie die bestehende Situation verändert werden kann.“